# Anne-Laure Florentin
Pour les articles homonymes, voir Florentin.
Anne-Laure Florentin, née le 9 novembre 1991 à Aubagne, est une karatéka française.

## Biographie
Vice-championne du monde universitaire en kumite des plus de 68 kg en 2014, elle est sacrée championne de France de cette catégorie en 2016.
Elle remporte aux Championnats d'Europe 2016 à Montpellier la médaille d'or dans la catégorie des plus de 68 kg en battant la Finlandaise Helena Kuusisto en finale.
Elle est médaillée d'or des plus de 68 kg aux Championnats d'Europe 2018 à Novi Sad.
Touchée par la Covid-19, Florentin met un terme à sa carrière sportive fin avril 2021 et à quelques mois seulement des Jeux olympiques de Tokyo, reportés d'un an en raison de la pandémie de Covid-19.
Anne-Laure Florentin se reconvertit dans le marketing sportif, domaine dans lequel elle a commencé ses études à l'Université Paris-Sud dans le management du sport. Elle conclut ses études à l'IAE Gustave-Eiffel et à Grenoble École de management et, après plusieurs expériences dans le marketing sportif (chez Lagardère notamment), elle intègre Publicis Sport en tant que chef de projet en janvier 2022.